# Ammoniumhydroxid
Ammoniumhydroxid er forbindelsen NH4OH, som kun kendes i vandig opløsning. Bemærk, en opløsning af ammoniak i vand kaldes også ammoniakvand eller salmiakspiritus, og skrives med den kemiske formel NH3(aq), i visse sammenhænge dog også NH4OH(aq). Ammoniakvand bruges bl.a. til afrensning af fedtbelægninger.
Den alkymistiske betegnelse salmiakspiritus er gængs, men misvisende. For selv om det er rigtigt nok, at stoffet rummer "salmikakkens ånd" (ordret oversat), misforstås udtrykket i moderne sprogbrug. Opløsningen indeholder nemlig hverken salmiak (NH4Cl) eller spiritus (CH3CH2OH) (sammenlign børnejod).
Ammoniakvand er som nævnt en vandig opløsning af den svage base ammoniak. Opløsningen indeholder molekylerne ammoniak NH3 , vand H2O samt ionerne ammoniumion NH4+ og hydroxid OH- i følgende ligevægt:
NH3 + H2O ⇌ NH4+ + OH-
Da ligevægten for denne svage bases reaktion med vand er stærkt forskudt mod venstre, er det misvisende at skrive den kemiske formel for ammoniakvand som NH4OH(aq), da mindre end 1% af indholdet udgøres af denne ionforbindelse. Ammoniakvand består derfor overvejende af ammoniak NH3(aq).
Produktet "salmiak" opstår ved at lade ammomniumionen NH4+ bindes til en chloridion Cl-. f.eks. ved at blande salmiakspiritus med saltsyre der giver produktet vand og salmiak. Blandes lige store mængder (ækvivalente mængder) fås udelukkende salmiak,  NH4Cl(aq), der ved inddampning giver det faste salmiak salt, NH4Cl(s).

```
                    H
+
Cl
-
 + NH
4
+
OH
-
 
⇌
 NH
4
Cl + H
2
O
```

## Fodnoter
1. 1 2 3  Ammónium-hidroxid (ESIS)